# Нова египетска столица
Новата египетска столица (на арабски: العاصمة الإدارية الجديدة, романизирано: al-āṣma al-ʾidārya al-gadīda) е мащабен проект в Кайро, Египет и град-спътник на Кайро. Планирано е да бъде новата столица на Египет и се строи от 2015 г. Това е обявено от тогавашния египетски министър на жилищното строителство Мостафа Мадбули на Конференцията за икономическо развитие на Египет на 13 март 2015 г. Столицата се счита за един от проектите за икономическо развитие и е част от по-голяма инициатива, наречена Egypt Vision 2030.
Новата столица на Египет все още не е получила име. На нейния сайт е стартиран конкурс за избор на ново име и лого на града. Сформирано е жури от специалисти, за да оцени подадените предложения и да определи най-доброто сред тях. Все още не са обявени официални резултати от египетското правителство. През октомври 2021 г. министърът на транспорта Камел ал-Вазир посочва, че градът може да бъде кръстен „Маср“, арабския еквивалент на „Египет“. Други предложени имена включват „Кемет“, „Ал Мустакбал“ и „Ал Салам“.
Новият град трябва да бъде разположен на 45 km източно от Кайро и точно извън Втория голям околовръстен път на Кайро, в зона, до голяма степен незастроена, на половината път до пристанищния град Суец. Според плановете градът ще се превърне в новата административна и финансова столица на Египет, където ще се помещават основните правителствени служби и министерства и чуждестранни посолства. На обща площ от 700 km² се очаква да се помести население от 6,5 милиона души, въпреки че се изчислява, че цифрата може да нарасне до седем милиона.
Официално основната причина за предприемането на проекта е да се облекчат задръстванията в Кайро, който вече е един от най-пренаселените градове в света, като населението на Голямо Кайро се очаква да се удвои през следващите няколко десетилетия. Населението на метрополния район на Кайро е близо 20 милиона.
Към 2023 г. голяма част от града вече е построена. По-важни обекти:
- Ал-Фатах ал-Алим – втората по големина джамия в Египет;[13]
- Ислямският културен център (Голямата джамия) – най-голямата джамия в Египет и третата по големина в Близкия изток;
- Катедралата „Рождество Христово“ – мегакатедрала, най-голямата по рода си в Египет и Близкия изток.[14] Катедралата обслужва коптската православна общност в града;
- Октагонът – сградата на Министерството на отбраната на Египет;
- Столичното международно летище (трето край Кайро след Каирското летище и летище „Сфинкс“);
- Международният олимпийски град на Египет;
- Централният делови район, в който вече са построени или се строят над 30 небостъргача.

От 26 декември 2021 г. най-високият свободностоящ флагщок в света е каирският флагщок, разположен в централния парк на Новата египетска столица, с височина от 201,952 m.
- Катедралата „Рождество Христово“